# Mistrovství světa v rychlobruslení juniorů 2007

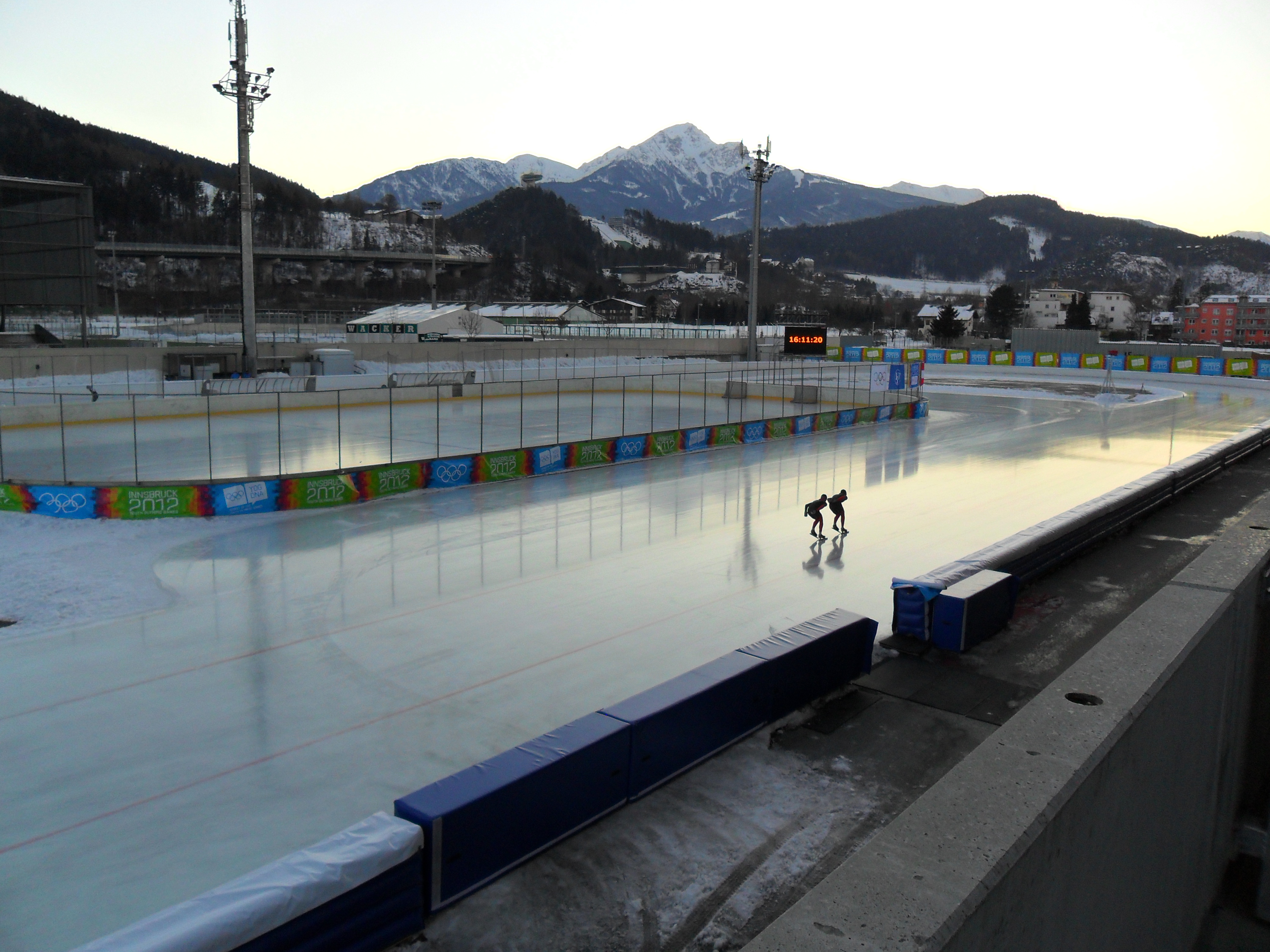
Rychlobruslařská dráha v Innsbrucku

Mistrovství světa v rychlobruslení juniorů 2007 se konalo od 23. do 25. února 2007 na otevřené rychlobruslařské dráze v rakouském Innsbrucku. Celkově se jednalo o 36. světový šampionát pro chlapce a 35. pro dívky. Českou výpravu tvořili Zdeněk Haselberger, Pavel Kulma, Milan Sáblík a Andrea Jirků.
| Program                                                 | Program                                                     | Program                           |
| ------------------------------------------------------- | ----------------------------------------------------------- | --------------------------------- |
| 23. února                                               | 24. února                                                   | 25. února                         |
| 500 m dívky 500 m chlapci 1 500 m dívky 3 000 m chlapci | 1 000 m dívky 1 500 m chlapci 3 000 m dívky 5 000 m chlapci | družstva dívky1 družstva chlapci1 |

1 závody, které se nezapočítávaly do víceboje

## Chlapci
| Pořadí | Jméno                     | Země        | Celkový čas |
| ------ | ------------------------- | ----------- | ----------- |
| 1.     | Mo Tche-pom               | Jižní Korea | 35,93       |
| 2.     | Philippe Riopel           | Kanada      | 36,61       |
| 3.     | Christoffer Fagerli Rukke | Norsko      | 36,70       |
| 4.     | Čchen Ceng-čchiang        | Čína        | 36,73       |
| 5.     | Sjoerd de Vries           | Nizozemsko  | 36,77       |
| 6.     | Eric Rauschenbach         | Německo     | 37,05       |
| 7.     | Stevin Hilbrands          | Nizozemsko  | 37,08       |
| 8.     | Alexej Jesin              | Rusko       | 37,12       |
| 9.     | Kim Jong-ho               | Jižní Korea | 37,15       |
| 10.    | Matt Plumer               | USA         | 37,43       |
|        |                           |             |             |
| 24.    | Milan Sáblík              | Česko       | 38,43       |
| 46.    | Zdeněk Haselberger        | Česko       | 40,54       |
| 48.    | Pavel Kulma               | Česko       | 40,70       |

| Pořadí | Jméno                     | Země        | Celkový čas |
| ------ | ------------------------- | ----------- | ----------- |
| 1.     | Trevor Marsicano          | USA         | 3:52,05     |
| 2.     | Tim Roelofsen             | Nizozemsko  | 3:53,52     |
| 3.     | Sjoerd de Vries           | Nizozemsko  | 3:56,99     |
| 4.     | Jordan Belchos            | Kanada      | 3:57,87     |
| 5.     | Christian Pichler         | Rakousko    | 3:58,14     |
| 6.     | Mo Tche-pom               | Jižní Korea | 3:58,40     |
| 7.     | Sung Sing-jü              | Čína        | 3:58,45     |
| 8.     | Hong Song-kon             | Jižní Korea | 3:58,51     |
| 9.     | Philippe Riopel           | Kanada      | 3:59,45     |
| 10.    | Christoffer Fagerli Rukke | Norsko      | 3:59,50     |
|        |                           |             |             |
| 15.    | Milan Sáblík              | Česko       | 4:02,83     |
| 28.    | Zdeněk Haselberger        | Česko       | 4:09,51     |
| 41.    | Pavel Kulma               | Česko       | 4:18,02     |

| Pořadí | Jméno              | Země        | Celkový čas |
| ------ | ------------------ | ----------- | ----------- |
| 1.     | Eric Rauschenbach  | Německo     | 1:54,67     |
| 2.     | Alexej Jesin       | Rusko       | 1:55,70     |
| 3.     | Hong Song-kon      | Jižní Korea | 1:58,61     |
| 4.     | Philippe Riopel    | Kanada      | 1:59,08     |
| 5.     | Vincent Blouin     | Kanada      | 1:59,28     |
| 6.     | Lawrence Ducker    | USA         | 1:59,30     |
| 7.     | Sjoerd de Vries    | Nizozemsko  | 1:59,60     |
| 8.     | Mateusz Kasprzyk   | Polsko      | 1:59,97     |
| 9.     | Christian Pichler  | Rakousko    | 2:00,54     |
| 9.     | Denis Juskov       | Rusko       | 2:00,54     |
|        |                    |             |             |
| 35.    | Milan Sáblík       | Česko       | 2:05,88     |
| 42.    | Zdeněk Haselberger | Česko       | 2:07,52     |
| 49.    | Pavel Kulma        | Česko       | 3:03,79*    |

| Pořadí | Jméno             | Země       | Celkový čas |
| ------ | ----------------- | ---------- | ----------- |
| 1.     | Sjoerd de Vries   | Nizozemsko | 6:57,87     |
| 2.     | Christian Pichler | Rakousko   | 6:58,01     |
| 3.     | Tim Roelofsen     | Nizozemsko | 6:59,38     |
| 4.     | Vincent Blouin    | Kanada     | 7:11,45     |
| 5.     | Jordan Belchos    | Kanada     | 7:12,44     |
| 6.     | Sung Sing-jü      | Čína       | 7:12,47     |
| 7.     | Trevor Marsicano  | USA        | 7:13,02     |
| 8.     | Denis Juskov      | Rusko      | 7:17,06     |
| 9.     | Philippe Riopel   | Kanada     | 7:17,74     |
| 10.    | Roland Cieślak    | Polsko     | 7:22,17     |
|        |                   |            |             |
| 15.    | Milan Sáblík      | Česko      | 7:26,24     |

### Celkové výsledky víceboje
- Závodu se zúčastnilo 51 závodníků.

| Pořadí           | Jméno              | Země        | 500 m       | 3 000 m       | 1 500 m        | 5 000 m       | Počet bodů |
| Zlatá medaile    | Sjoerd de Vries    | Nizozemsko  | 36,77 (5.)  | 3:56,99 (3.)  | 1:59,60 (7.)   | 6:57,87 (1.)  | 157,921    |
| Stříbrná medaile | Tim Roelofsen      | Nizozemsko  | 37,50 (12.) | 3:53,52 (2.)  | 2:00,65 (11.)  | 6:59,38 (3.)  | 158,574    |
| Bronzová medaile | Trevor Marsicano   | USA         | 37,60 (13.) | 3:52,05 (1.)  | 2:01,15 (16.)  | 7:13,02 (7.)  | 159,960    |
| 4.               | Philippe Riopel    | Kanada      | 36,61 (2.)  | 3:59,45 (9.)  | 1:59,08 (4.)   | 7:17,74 (9.)  | 159,985    |
| 5.               | Christian Pichler  | Rakousko    | 38,39 (23.) | 3:58,14 (5.)  | 2:00,54 (9.)   | 6:58,01 (2.)  | 160,061    |
| 6.               | Vincent Blouin     | Kanada      | 38,27 (20.) | 3:59,72 (11.) | 1:59,28 (5.)   | 7:11,45 (4.)  | 161,128    |
| 7.               | Alexej Jesin       | Rusko       | 37,12 (8.)  | 4:05,39 (22.) | 1:55,70 (2.)   | 7:29,51 (17.) | 161,535    |
| 8.               | Stevin Hilbrands   | Nizozemsko  | 37,08 (7.)  | 4:00,04 (12.) | 2:03,91 (22.)  | 7:25,09 (12.) | 162,898    |
| 9.               | Kim Jong-ho        | Jižní Korea | 37,15 (9.)  | 4:02,67 (14.) | 2:02,21 (19.)  | 7:26,13 (14.) | 162,944    |
| 10.              | Roland Cieślak     | Polsko      | 37,95 (17.) | 4:03,23 (16.) | 2:01,21 (17.)  | 7:22,17 (10.) | 163,108    |
|                  |                    |             |             |               |                |               |            |
| 18.              | Milan Sáblík       | Česko       | 38,43 (24.) | 4:02,83 (15.) | 2:05,88 (35.)  | 7:26,24 (15.) | 165,485    |
| 42.              | Zdeněk Haselberger | Česko       | 40,54 (46.) | 4:09,51 (28.) | 2:07,52 (42.)  | —             | 124,631    |
| 49.              | Pavel Kulma        | Česko       | 40,70 (48.) | 4:18,02 (41.) | 3:03,79* (49.) | —             | 144,966    |

* pád

### Stíhací závod družstev
- Závodu se zúčastnilo 15 týmů.

| Pořadí           | Jméno                                                                        | Čas ve finále | Čas v rozjížďce |
| ---------------- | ---------------------------------------------------------------------------- | ------------- | --------------- |
| Zlatá medaile    | Nizozemsko Jan Blokhuijsen, Tim Roelofsen, Sjoerd de Vries, Stevin Hilbrands | 4:14,69       | 4:08,87         |
| Stříbrná medaile | Německo Alexej Baumgärtner, Patrick Beckert, Eric Rauschenbach               | 4:24,74       | 4:08,20         |
| Bronzová medaile | Jižní Korea Hong Song-kon, Kim Jong-ho, Mo Tche-pom                          | 4:09,94       | 4:09,18         |
| 4.               | Kanada Jordan Belchos, Vincent Blouin, Philippe Riopel                       | 4:16,20       | 4:11,32         |
| 5.               | Itálie Daniele Berlanda, Marco Cignini, Jan Daldossi                         | —             | 4:13,05         |
| 6.               | Rusko Timofej Skopin, Alexej Jesin, Nikita Jevtějev                          | —             | 4:13,07         |
| 7.               | Rumunsko Eugen Apostol, Marian Cristian Ion, Cristian Mustăţea               | —             | 4:13,71         |
| 8.               | USA Brent Aussprung, Laurence Ducker, Trevor Marsicano                       | —             | 4:14,92         |
| 9.               | Polsko Roland Cieślak, Andrzej Gąsienica-Laskowy, Mateusz Kasprzyk           | —             | 4:17,23         |
| 10.              | Norsko Fredrik van der Horst, Even Johansen, Christoffer Fagerli Rukke       | —             | 4:17,27         |
|                  |                                                                              |               |                 |
| 11.              | Česko Zdeněk Haselberger, Pavel Kulma, Milan Sáblík                          | —             | 4:21,32         |

## Dívky
| Pořadí | Jméno                  | Země        | Celkový čas |
| ------ | ---------------------- | ----------- | ----------- |
| 1.     | Laurine van Riessenová | Nizozemsko  | 39,65       |
| 2.     | Kim Ju-lim             | Jižní Korea | 39,93       |
| 3.     | Natasja Bruintjesová   | Nizozemsko  | 40,22       |
| 4.     | Wang Meng-jing         | Čína        | 40,24       |
| 5.     | Pak Sung-ču            | Jižní Korea | 40,54       |
| 6.     | Ingeborg Kroonová      | Nizozemsko  | 40,89       |
| 7.     | Anna Badajevová        | Bělorusko   | 40,92       |
| 8.     | No Son-jong            | Jižní Korea | 41,14       |
| 9.     | Rita Battistiová       | Itálie      | 41,21       |
| 10.    | Justine l'Heureuxová   | Kanada      | 41,31       |
|        |                        |             |             |
| 28.    | Andrea Jirků           | Česko       | 42,90       |

| Pořadí | Jméno                  | Země        | Celkový čas |
| ------ | ---------------------- | ----------- | ----------- |
| 1.     | Ingeborg Kroonová      | Nizozemsko  | 2:03,79     |
| 2.     | No Son-jong            | Jižní Korea | 2:04,58     |
| 3.     | Natasja Bruintjesová   | Nizozemsko  | 2:04,81     |
| 4.     | Laurine van Riessenová | Nizozemsko  | 2:04,87     |
| 5.     | Kim Ju-lim             | Jižní Korea | 2:05,24     |
| 6.     | Justine l'Heureuxová   | Kanada      | 2:05,83     |
| 7.     | Fu Čchun-jen           | Čína        | 2:06,23     |
| 8.     | Pak Sung-ču            | Jižní Korea | 2:06,52     |
| 9.     | Jane Halfpapová        | Německo     | 2:06,78     |
| 10.    | Andrea Jirků           | Česko       | 2:06,85     |

| Pořadí | Jméno                  | Země        | Celkový čas |
| ------ | ---------------------- | ----------- | ----------- |
| 1.     | No Son-jong            | Jižní Korea | 1:17,89     |
| 2.     | Pak Sung-ču            | Jižní Korea | 1:18,46     |
| 3.     | Laurine van Riessenová | Nizozemsko  | 1:19,35     |
| 4.     | Kim Ju-lim             | Jižní Korea | 1:19,70     |
| 5.     | Justine l'Heureuxová   | Kanada      | 1:20,09     |
| 6.     | Fu Čchun-jen           | Čína        | 1:20,26     |
| 7.     | Natasja Bruintjesová   | Nizozemsko  | 1:20,89     |
| 8.     | Wang Meng-jing         | Čína        | 1:22,09     |
| 9.     | Ingeborg Kroonová      | Nizozemsko  | 1:22,39     |
| 10.    | Jane Halfpapová        | Německo     | 1:22,57     |
|        |                        |             |             |
| 16.    | Andrea Jirků           | Česko       | 1:24,06     |

| Pořadí | Jméno                | Země        | Celkový čas |
| ------ | -------------------- | ----------- | ----------- |
| 1.     | Andrea Jirků         | Česko       | 4:25,46     |
| 2.     | No Son-jong          | Jižní Korea | 4:32,90     |
| 3.     | Fu Čchun-jen         | Čína        | 4:37,14     |
| 4.     | Nicole Garridová     | Kanada      | 4:38,60     |
| 5.     | Ingeborg Kroonová    | Nizozemsko  | 4:40,09     |
| 6.     | Jane Halfpapová      | Německo     | 4:40,49     |
| 7.     | Rita Battistiová     | Itálie      | 4:44,96     |
| 8.     | Nacumi Kadová        | Japonsko    | 4:47,03     |
| 9.     | Justine l'Heureuxová | Kanada      | 4:48,03     |
| 10.    | Oana Opincariuová    | Rumunsko    | 4:49,67     |

### Celkové výsledky víceboje
- Závodu se zúčastnilo 45 závodnic.

| Pořadí           | Jméno                  | Země        | 500 m       | 1 500 m       | 1 000 m       | 3 000 m       | Počet bodů |
| Zlatá medaile    | No Son-jong            | Jižní Korea | 41,14 (8.)  | 2:04,58 (2.)  | 1:17,89 (1.)  | 4:32,90 (2.)  | 167,094    |
| Stříbrná medaile | Laurine van Riessenová | Nizozemsko  | 39,65 (1.)  | 2:04,87 (4.)  | 1:19,35 (3.)  | 4:51,07 (13.) | 169,459    |
| Bronzová medaile | Fu Čchun-jen           | Čína        | 41,32 (11.) | 2:06,23 (7.)  | 1:20,26 (6.)  | 4:37,14 (3.)  | 169,716    |
| 4.               | Ingeborg Kroonová      | Nizozemsko  | 40,89 (6.)  | 2:03,79 (1.)  | 1:22,39 (9.)  | 4:40,09 (5.)  | 170,029    |
| 5.               | Pak Sung-ču            | Jižní Korea | 40,54 (5.)  | 2:06,52 (8.)  | 1:18,46 (2.)  | 4:51,83 (14.) | 170,581    |
| 6.               | Natasja Bruintjesová   | Nizozemsko  | 40,22 (3.)  | 2:04,81 (3.)  | 1:20,89 (7.)  | 4:50,02 (11.) | 170,604    |
| 7.               | Kim Ju-lim             | Jižní Korea | 39,93 (2.)  | 2:05,24 (5.)  | 1:19,70 (4.)  | 4:58,15 (21.) | 171,217    |
| 8.               | Justine l'Heureuxová   | Kanada      | 41,31 (10.) | 2:05,83 (6.)  | 1:20,09 (5.)  | 4:48,03 (9.)  | 171,303    |
| 9.               | Andrea Jirků           | Česko       | 42,90 (28.) | 2:06,85 (10.) | 1:24,06 (16.) | 4:25,46 (1.)  | 171,456    |
| 10.              | Jane Halfpapová        | Německo     | 41,50 (13.) | 2:06,78 (9.)  | 1:22,57 (10.) | 4:40,49 (6.)  | 171,793    |

### Stíhací závod družstev
- Závodu se zúčastnilo 12 týmů.

| Pořadí           | Jméno                                                                      | Čas ve finále | Čas v rozjížďce |
| ---------------- | -------------------------------------------------------------------------- | ------------- | --------------- |
| Zlatá medaile    | Nizozemsko Natasja Bruintjesová, Ingeborg Kroonová, Laurine van Riessenová | 3:18,99       | 3:19,74         |
| Stříbrná medaile | Jižní Korea Kim Ju-lim, No Son-jong, Pak Sung-ču                           | 3:19,92       | 3:20,16         |
| Bronzová medaile | Čína Fu Čchun-jen, Li Chaj-jang, Wang Meng-jing                            | 3:25,73       | 3:23,81         |
| 4.               | Rusko Jekatěrina Grigorjevová, Marija Lavruchinová, Natalja Persjakovová   | 3:28,46       | 3:24,58         |
| 5.               | Rumunsko Daniela Dumitruová, Cristina Raduová, Oana Opincariuová           | —             | 3:25,69         |
| 6.               | Japonsko Ajumi Fudžimuraová, Nacumi Kadová, Misaki Kašiwabaová             | —             | 3:26,53         |
| 7.               | Itálie Rita Battistiová, Francesca Lollobrigidová, Elisa Rapisardaová      | —             | 3:27,26         |
| 8.               | Kanada Nicole Garridová, Justine L'Heureuxová, Kirsty Layová               | —             | 3:29,94         |
| 9.               | Německo Stephanie Beckertová, Jane Halfpapová, Justine Zeiskeová           | —             | 3:30,04         |
| 10.              | Polsko Natalia Czerwonková, Ewelina Przeworská, Katarzyna Woźniaková       | —             | 3:32,14         |